# AeroMetro (Guatemala)
El AeroMetro es un proyecto de Teleférico actualmente en planeación y se prevé que servirá a la Ciudad de Guatemala, Guatemala, que conectará la zona 2 de Mixco con la zona 9 de la ciudad capital en un recorrido de aproximadamente 25 minutos. Su operación estará a cargo de empresas privadas bajo una concesión de 25 años.

## Construcción
Según el alcalde capitalino Ricardo Quiñónez, indicó que dicho proyecto contaba con la aprobación de la Dirección General de Aeronáutica Civil de Guatemala y las municipalidades de Guatemala y Mixco, además indicó que el costo del proyecto tendrá un costo de 1 mil 400 millones de quetzales. En febrero de 2020 la Municipalidad de Guatemala publicó las bases de la licitación para buscar a la empresa encargada de construir el AeroMetro bajo un consenso de 25 años.El 4 de octubre de 2024 queda aprobada la concesión para la Implementación del teleférico y así comenzar la construcción de la fase 1 entre la ciudad de Guatemala y Mixco.

### Eje I
El primer eje a construir es el tramo que conectará el Trébol con la Plaza España, con una distancia de 2.1 km, pasando por el Bulevar Liberación y la calle Montúfar en la zona 9 de la Ciudad de Guatemala.

### Eje II
El segundo eje a construir es el tramo más extenso, conectará el Trébol con Molino de las Flores, con una distancia de 6.8 km, pasando por la Calzada Roosevelt finalizando en la zona 2 de Mixco.
Además de la construcción de ambos ejes, el sistema del AeroMetro contará con una Central de Transferencia (Centra Occidente), un espacio de 20 mil metros cuadrados de espacio público que se construirá en el límite de la Ciudad de Guatemala.